# Överdödlighet
Överdödlighet innebär att det under en period och/eller i en befolkningsgrupp dör fler än förväntat, medan underdödlighet (negativ överdödlighet) innebär en lägre dödlighet än förväntat. Vad som anses förväntat beror på vilken referensperiod eller referensbefolkning man jämför dödligheten mot. Antalet dödsfall påverkas bland annat av befolkningens storlek, ålderssammansättning och könsfördelning samt medicinska och sociala faktorer som alla kan förändras, vilket gör det komplicerat att jämföra dödstal över tid. Dominerande orsaker till en period av uppgång i dödligheten kan vara värmeböljor, naturkatastrofer, krig, pandemier och annan hälsofara. Exempel på grupper vars överdödlighet brukar studeras är äldre, sjuka, män, våldsutsatta, arbetslösa, personer med självskadebeteende och missbrukare. Överdödlighet är ett mått, typiskt i procentenheter eller antal personer, på hur många fler som dör i en population och/eller under en period jämfört med ett medelvärde eller en typisk statistisk trend. 
Att mäta länders överdödlighet inom epidemiologi under en pandemi eller stor epidemi, i syfte att jämföra hur framgångsrika de olika länderna har varit i att bekämpa pandemin, kan vara användbart som komplement till att exempelvis jämföra antal registrerade dödsfall med sjukdomen. Detta eftersom den senare metoden inte återspeglar att vissa av de avlidna skulle ha dött även utan epidemin, och inte mäter indirekta hälsorisker som skapas av en nedstängning av ett samhälle eller en överbelastning av sjukvården, och eftersom olika länder kan ha olika rutiner kring att utvärdera dödsorsaker. Överdödligheten är dock ett svårtolkat mått eftersom det påverkas av många faktorer. Det är starkt beroende av hur lång referensperiod man jämför med och hur folkhälsan var under den perioden. Fem år är en vanlig referensperiod. 
Eftersom överdödlighet mäter alla dödsorsaker så följs en period av överdödlighet ofta av en ungefär lika stor kompenserande period av underdödlighet. Den kombinerade effekten kan bli en förkortad medellivslängd. En kort period av överdödlghet kallas en skördeperiod.

## Överdödlighet under Covid-19-pandemin
Under Covid-19-pandemin dog betydligt fler personer i Västeuropa under 2020 än normalt. Överdödligheten i Sverige var hög 2020 och i nivå med de mest tätbefolkade västeuropeiska länderna, men mycket låg påföljande år. Under perioden 2019 till sommaren 2022 var den svenska överdödligheten sammantaget lägre än i de flesta länder på kontinenten men högre än i övriga nordiska länder. Nedan ges en överblick över 2020 hämtad från artikeln Överdödlighet i Europa under 2020 från SCB. Vintern 2022/23 uppvisade Sverige emellertid avsevärt högre antal registrerade döda med Covid än övriga Europa.

### Överdödlighet i Europa första halvåret  2020
Covid-19 innebar att det dog betydligt fler personer i Europa under förra året än normalt. Överdödligheten i Sverige var lägre än i de flesta länder på kontinenten men högre än i övriga nordiska länder.
I början av 2020 låg siffrorna över antal döda lägre än de föregående fyra årens genomsnitt i de flesta europeiska länder. Även när pandemin tog fart dröjde det ett tag innan dödligheten ökade i Sverige. I flera länder noterades en markant överdödlighet redan i mars, en månad då Sverige låg nära normal dödlighet.
Det är inte lätt att jämföra hur covid-19 har drabbat olika länder, Dödligheten har under pandemin vuxit mest bland de äldre i samhället. Ländernas olikheter i åldersstruktur påverkar hur de har drabbats. Jämförelser av dödligheten pandemiåret 2020 med dödligheten under tidigare ger oss ett värde på hur många fler som dött under pandemin.
Spanien och Italien drabbades först hårt av pandemin och båda länderna hade en överdödlighet i närheten av 50 procent under mars månad 2020. Under  månaderna efteråt fick Sverige en överdödlighet högre och långvarigare än i många andra länder. Sverige hade större överdödlighet än EU:s genomsnitt och mycket högre siffror än övriga nordiska länder. Sverige drabbades några veckor senare är Syd och Centraleuropa men hög dödlighet i Sverige varade ända fram till midsommar 2020.
Sverige hade en hög dödlighet under april 2020 en av Europas högsta. April var en svår pandemimånad för Europa. April månad hade högsta överdödligheten under första halvan av 2020. Spanien toppade med 79 procent överdödlighet och sedan kom Belgien med 74 procent, Nederländerna hade över 50 och Italien drygt 40 och Sveriges 38 procent i överdödlighet var femte värst och även Frankrike var ett av de sex länder med en överdödlighet över 35 procent.

### Överdödlighet andra halvåret 2020
Eurostats statistik över EU gäller samtliga EU-länder utom Irland vars dödlighetsstatistik inte har redovisats. Norge, Schweiz, Island och Liechtenstein ingår fastän de inte är EU länder.
Under sommaren gick överdödligheten i Europa ned, under maj-juli var den lägre än 3 procent per månad. Sverige närmade sig mer normala nivåer men låg fortfarande högre än i övriga Europa under maj och juni. I juli låg Sverige på samma nivå som Europa totalt. Jämfört med flera av Europas mest folkrika länder hade alltså Sverige under första halvåret inte lika höga toppar i dödligheten men den var mer ihållande.
Under andra vågen av pandemin 2020 ökade dödstalen i flera länder som inte drabbades första vågen på våren. Exempel på detta var Rumänien, Polen, Grekland och Tjeckien. 2020 i september var överdödligheten nom EU 8 procent. Fortsatt mycket lägre än första halvårets 25 procent i april. Årets sista månader ökade överdödligheten ånyo i flera länder också de som drabbades hårt under våren. Spanien, Belgien och Frankrike ingick i denna grupp. I november nådde överdödligheten i Europa sin topp drygt 40 procent 2020. Men i november var överdödligheten störst i östra Europa. Polen, Bulgarien och Slovenien hade högst dödlighet närmare 90 procent och Tjeckien Lichtenstein och Rumänien hade 60-80 procents överdödlighet Alla dessa sex länder hade haft normal dödlighet i april 2020.

### Jämförelser mellan de nordiska länderna
I december 2020 var överdödligheten i Sverige åter högre men den sjönk i Europa. Länder som hade sin högsta nivå i december innefattade också Tyskland. Sveriges nordiska grannländer hade en normal dödlighet 2020 jämfört med Sverige som under april, maj och december 2020 en hög överdödlighet. Den svenska överdödligheten var dessa månader på 38, 24 och 25 procent. Finland hade max 8 procent i april Danmark hade 11 procent i december och Norge hade 5 procent i september med. Denna statistik bygger inte på antalet döda i covid-19, statistiken redovisa de faktiska dödstalen och metoden är opåverkad av skillnader mellan länderna i klassificering av dödsorsaker.

### Om statistiken
Eurostat har sedan årsskiftet 2020/2021 på statistikportalen European Statistical Recovery Dashboard redovisat detta. Portalen vill ge viktiga covid-19-data. Överdödligheten är ett klart och jämförbart sätt att mäta antalet dödsfall i olika länder. Grunden är samtliga inrapporterade dödsfall, oavsett dödsorsak, och resultatet avspeglar direkta och indirekta konsekvenser av pandemin. Överdödlighetsstatistiken berörs inte av ländernas olika hantering av  av dödsorsaker. Överdödlighetens mått är procentuell förändring av antalet dödsfall, En metodisk svårighet är hur många föregående år man ska ta med i jämförelsen, Eurostat har använt de fyra föregående åren. Man kan också använda fler år för jämförelsen.

## Överdödligheten i världen under 2020 och 2021
Pandemin kan ha orsakat 18 miljoner människors död. Det är tre gånger högre än rapporterade dödsfall av WHO. Studien utfördes av ett internationellt team som samlade data från 74 länder.

### Studiens resultat
Studie publicerades i The Lancet  med titeln Estimating excess mortality due to the COVID-19 pandemic: a systematic analysis of COVID-19-related mortality, 2020–21. Studien utgår från rapporterade dödsfall i länderna 11 år före pandemin och dödligheten  åren 2020 och 2021. Joakim Dillner, professor i infektionsepidemiologi vid Karolinsk institutet menar att det är en imponerande studie over pandemin globalt. Studiens resultat är att det skedde 120   fler dödsfall per 100 000 invånare för de ingående 74 länderna. Överdödligheten var över 300 döda per 100 000 i 21 länder. Störst var den registrerade överdödligheten i Sydasien, Nordafrika och Mellersta Östern och Östeuropa.
I Sverige skedde 91 dödsfall fler än normalt per 100 000. Europagenomsnittet var 140 dödsfall per 100 000 innevånare. Differenserna mellan länderna är stora. Bolivia har högst överdödlighet, en siffra på 700 dödsfall mer än vanligt per 100 00.  Island, Australien, Singapore och Norge har ingen påvisbar överdödlighet eller hade  underdödlighet.  
De största absoluta talen för överdödlighet utan hänsyn till befolkningsstorlek hade Indien med omkring 4 miljoner USA med drygt 1 miljon, Ryssland också omkring en miljon och Mexiko och Brasilien med lite mindre än 800 000. Ryssland hade  en uppskattad överdödlighet på 370 per 100 000 och Mexiko 325 och Brasilien och USA omkring 180. Studien jämförde sina data med The Economist vars modell är den mest omfattande. Den är inte vetenskapligt granskad (peer-reviewed). De använde en maskinalgoritm för att skatta överdödlighet för 187 länder. Deras uppskattning var 18 miljoner med 95 procent säkerhet inom intervallet 12.9 till 21.0 miljoner för tiden 1 januari 2020 till 27 december 2021.
Människoliv har förlorats i mycket större antal än vad de rapporterade fallen anger. En riktig dödssiffra för pandemins offer behövs för bra och meningsfulla beslut inom folkhälsoområdet.

### Metodologiska problem
Det finns flera problem med överdödlighetstudier som man måste försöka korrigera för. Underrapportering av dödsfall förekommer i många länders vitalstatistik särskilt i låginkomstländer. Data korrigerades för detta enligt uppskattningar från 2019 för sex länder.
Det finns en tidseftersläpning i rapporteringen av dödsfall vilket orsakade att man valde bort data från de sista veckorna och månaderna 2021.
I många europeiska länder fanns en dödlighetstopp under sen juli och tidig augusti (kalenderveckorna 31–33) 2020. Då var antalet registrerade Covid-19 dödsfall lågt. Den här perioden hade en kraftig värmebölja vilket är känt sedan tidigare kan leda fler dödsfall så den perioden togs bort ur data i Västeuropa.

### Kritik av studien
Ariel Karlinsky, ekonom vid Hebrew University of Jerusalem menar att totalresultatet 18 miljoner är rimligt. Uppskattningen för Japan med fler än 100 000 dödsfall, det vill säga en sexdubbling gentemot rapporterade dödsfall, är däremot helt fel. Studien jämförde Japans rapporterade 18 400 dödsfall  med skattad överdödlighet 111 000. Jonathan Wakefield, statistiker vid University of Washington i Seattle menar att  IHME-modellen innehåller  felaktiga funktioner vilket gäller bland annat osäkerhetsintervallen.

## Sveriges överdödlighet under Covid-19-pandemin
Sverige hade under 2020 en hög överdödlighet, den femte högsta i EU under första halvan av 2020 och mycket högre än grannländerna. När hela året 2020 gått hade däremot 21 länder högre överdödlighet än Sverige. Sverige hade under hela 2020 en dubbelt så hög överdödlighet som Finland och flera gånger högre än övriga Norden. Detta förändrade under 2021 och till halvårsskiftet 2022. Sverige hade under den perioden bland den lägsta överdödligheten i hela Europa. Bara Norge hade en lägre överdödlighet än Sverige. Varför Norden drabbades hårdare då är oklart men en orsak kan vara att de sköraste i Sverige dog tidigt i pandemin men fanns kvar i övriga Norden.
Karin Modig, epidemiolog vid Karolinska institutet menar att det kan vara sant men det finns också motargument. De som dog av covid-19 i Sverige 2020 kunde kanske ha levt några år till, och deras dödsfall skulle ha delats upp på åren 2021, 2022 och 2023. Då skulle Sveriges dödlighet ha blivit högre dessa år. De lägre dödstalen i Sverige under 2021 och 2022 beror i så fall på tidigarelagda dödsfall under 2020. Mot detta talar att även i Sveriges grannländer är de äldre vaccinerade och de borde inte få fler coviddödsfall, men andra dödsorsaker som kärlsjukdomar kan spela in i denna statistik.
Överdödlighet är ett trubbigt mått och säkra slutsatser måste vila på mer data och omsorgsfull analys. Överdödlighet är ett komplext tal som innefattar många olika delar och den kan vara svårtolkad. Jämförelser mellan olika länder kan vara komplicerade. Åldersstandardiserade beräkningar av överdödligheten i de nordiska länderna måste användas. Finland, Norge och Danmark har under 2021 och 2022 haft högre dödlighet än förväntat historiskt. En trolig förklaring är att smittan av Covid-19 har ökat kraftigt i Finland under 2022.